# Bandeira do Sul
Bandeira do Sul – miasto i gmina w Brazylii, w stanie Minas Gerais. Znajduje się w mezoregionie Sul e Sudoeste de Minas i mikroregionie Poços de Caldas.